# Sayula
Sayula é um município do estado de Jalisco, no México.
Em 2005, o município possuía um total de 34.755 habitantes.